# 廖宏清
廖宏清（英語：Joseph Liao Hong-qing；1966年8月9日—；聖名：若瑟）是天主教中國籍主教及中國天主教愛國會成員。現任廣東嘉應教區主教。

## 生平
廖宏清出生於1966年8月9日，在中國廣東省。1991年7月25日，廖宏清在24歲時晉鐸。
2003年，廖宏清神父在37歲時獲選為嘉應教區主教候選人，其後獲時任教宗若望保祿二世認可成為嘉應教區主教。同年9月26日，廖宏清在梅州聖家主教座堂由漢口總教區主教董光清主禮，沂州教區主教房興耀和南寧總教區助理主教譚燕全襄禮晉牧。
廖宏清主教在任內先後襄禮晉牧於2004年的北海教區主教蘇永大、2007年的廣州總教區主教甘俊邱和2011年的自選自聖江門教區主教梁建森。